# Robert Kotei
Robert Kotei (15 luglio 1935 – Accra, 26 giugno 1979) è stato un politico, generale e altista ghanese.

## Biografia
Nel 1958 partecipò ai VI Giochi dell'Impero e del Commonwealth Britannico dove fu l'unico ghanese vincitore di una medaglia, essendo giunto terzo nel salto in alto con la misura di 2,01 m. Nel 1960, saltando 2,08 m, stabilì il record nazionale che sarebbe rimasto imbattuto per 36 anni. Nello stesso anno partecipò ai Giochi olimpici di Roma dove si qualificò per la finale, che concluse al decimo posto. Ritiratosi dall'attività agonistica, divenne membro del Comitato olimpico ghanese.
Intrapresa la carriera militare, fu membro del Supremo Consiglio Militare che governò il Ghana dal 9 ottobre 1975 al 4 giugno 1979, quando venne sovvertito in seguito a un colpo di stato. Kotei e gli altri membri del Consiglio furono giustiziati il 26 giugno 1979.

## Palmarès
| Anno | Manifestazione                | Sede    | Evento        | Risultato | Prestazione | Note  |
| ---- | ----------------------------- | ------- | ------------- | --------- | ----------- | ----- |
| 1958 | Giochi dell'Impero Britannico | Cardiff | Salto in alto | Bronzo    | 2,01 m      |       |
| 1960 | Giochi olimpici               | Roma    | Salto in alto | 10º       | 2,03 m      | [ 1 ] |